# Сповідь в юдаїзмі
Сповідь (івр. וִדּוּי — відуй), в авраамічних релігіях — одна з процедур покаяння, що полягає у визнанні в скоєному гріху, що включає каяття і передбачає прийняття рішення в подальшому не грішити.

## У Біблії
Поняття сповіді часто зустрічається як в П'ятикнижжі, так і в інших книгах ТаНаХа. У П'ятикнижжі акт сповіді завжди передує обряду жертвопринесення, і без нього недійсні ні каяття, ні жертва.
Танах не вказує якусь певну форму сповіді, а формулювання визнання в гріхах, як правило, відрізняються граничною стислістю. Такі сповідь Каїна (Бут 4:13), Мойсея (Вих 32:31), Ахана (Нав 7:20), Давида (2Цар 12:13). Сповідь багатослівна лише коли їй надається поетична або молитовна форма: Пс 38, Пс 51; Езд 9:6–11, 15; Неем 1:6, Неем 7; [[|Нее]] 9:6–35.

## У Мішні
Івритом термін носить назву відуй (івр. וִדּוּי). У сучасному значенні вперше з'являється в Мішні. [2] Спираючись на біблійний припис «чоловік або жінка, що вчинили якийсь гріх … вони визнають в гріху своєму» (Чис. 5: 6, 7), єврейська Галаха робить висновок, що недотримання будь заповіді повинно бути викуплені сповіддю і каяттям.
Формула сповіді, що її вимовляє первосвященик в ході храмової служби в Йом-Кіпур (День Спокути) за себе, свою родину, когенів і весь народ, сформульована дуже коротко і складається всього з двох речень. У першому (власне сповідь) перераховані три різновиди гріхів: перекручення [Закону], злочин [його] і гріх; у другому запитується прощення Бога за них. Формули особистої сповіді, що читаються в літургії на Йом-Кіпур, очевидно, склалися вже після руйнування Храму і були покликані замінити сповідь, яку читав первосвященик.

## Музика
Традиційно і довга і коротка сповіді проходять під бадьору мелодію. Пояснення цього (з першого погляду сповідь мусила би проходити під сумну музику) що людина що сповідується відчувала перемогу над гріхом